# Ораду, Давид
Давид Ораду (фр. David Auradou, родился 13 ноября 1973 в Арфлёре) — французский регбист, выступавший во второй линии на позиции замка, в настоящее время — главный тренер команды «Стад Монтуа». Провёл большую часть игровой карьеры в команде «Стад Франсе», с которой пять раз выиграл чемпионат Франции. Со сборной Франции в 1999 году он стал серебряным призёром чемпионата мира, а в 2002 и 2004 годах с ней же побеждал в Кубке шести наций и завоёвывал «Большой шлем».

## Карьера

### Клубная
Начинал карьеру в команде «Каор» в 1993 году, в 1995 году покинул её и перешёл в «Гроле», откуда в 1996 году ушёл в «Стад Франсе». В составе парижан он провёл 11 сезонов и выиграл 5 титулов чемпиона. В «Стад Франсе» Давид Ораду был известен под прозвищами «Сухарь» (фр. Biscotte) и «Биби» (фр. Bibie), причём второе прозвище он получил от Сержа Симона, что контрастировало серьёзно с манерой игры Ораду. В 2007 году он перешёл на один сезон в «Расинг Метро 92», а затем вернулся в «Стад Франсе», где и завершил карьеру после сезона 2008/2009.

### В сборной
В сборной первую игру провёл 20 марта 1999 против Англии. Провёл всего 41 игру за сборную Франции, очков не набирал. В 1999 году стал серебряным призёром чемпионата мира, проведя одну игру против Аргентины (победа 47:26). В 2003 году занял 4-е место на чемпионате мира в Австралии, сыграв три матча там (против Японии, США и Новой Зеландии). В 2002 и 2004 годах на Кубках шести наций выигрывал главный трофей вместе с Большим шлемом. В 2007 году выступал за международную сборную «Барбарианс Франсе», сыграв матчи против Аргентины в 2007 году и против Канады.

### Тренерская карьера
С 2009 года занялся получением лицензии тренера. В сезоне 2011/2012 тренировал команду «Сарла» в Третьем дивизионе, в сезоне 2012/2013 руководил молодёжной командой «Стад Франсе» при действующем тренере Ричарде Пул-Джонсе: команда заняла 10-е место и не попала в еврокубки, а до конца сезона Ораду не доработал. С 2014 года он руководит молодёжным составом «Стад Монтуа» при Кристофе Лоссуке.

## Вне регби
Является владельцем предприятия по продаже стройматериалов.
Сыновья — Поль и Уго, также регбисты.

## Достижения

### В клубе
- Чемпион Франции: 1998, 2000, 2003, 2004, 2007
- Вице-чемпион Франции: 2005
- Победитель Кубка Франции: 1999
- Финалист Кубка Хейнекен: 2001, 2005

### В сборной
- Вице-чемпион мира: 1999
- Победитель Кубка шести наций и обладатель Большого шлема: 2002, 2004